# Workin' with the Miles Davis Quintet
Workin' with the Miles Davis Quintet è un album di Miles Davis pubblicato nel 1960 dalla Prestige Records (Prestige 7166).

## Il disco
Si tratta del terzo di quattro album frutto delle due sedute di registrazione effettuate da Miles Davis con il suo storico quintetto l'11 maggio e il 26 ottobre del 1956 per onorare la conclusione del contratto che lo legava alla Prestige Records.
Dalle stesse sedute furono tratti altri tre album pubblicati a distanza di molti mesi l'uno dall'altro: i precedenti Cookin' e Relaxin', oltre a Steamin' with the Miles Davis Quintet uscito in seguito.

## Tracce
1. It Never Entered My Mind (Richard Rodgers, Lorenz Hart) - 5:22
2. Four (Miles Davis) - 7:10
3. In Your Own Sweet Way (Dave Brubeck) - 5:41
4. The Theme [take 1] (Miles Davis) - 1:57
5. Trane's Blues (Miles Davis) - 8:31[4]
6. Ahmad's Blues (Ahmad Jamal) - 7:22
7. Half Nelson (Miles Davis) - 4:44
8. The Theme [take 2] (Miles Davis) - 1:02

Tutte le tracce sono della registrazione dell'11 maggio 1956 ad eccezione di Half Nelson incisa nella sessione del 26 ottobre 1956.

## Formazione
- Miles Davis - tromba
- John Coltrane - sax tenore
- Red Garland - pianoforte
- Paul Chambers - contrabbasso
- Philly Joe Jones - batteria